# أم صيدة (الرقة)
أم صيدة قرية سورية تتبع ناحية سلوك في منطقة تل أبيض في محافظة الرقة. بلغ عدد سكانها 93 نسمة في عام 2004 حسب إحصاء المكتب المركزي للإحصاء.